# Le Mystère de la source
Vous pouvez aider à l'améliorer ou bien discuter des problèmes sur sa page de discussion.
- Son texte doit être wikifié : il ne correspond pas à la mise en forme Wikipédia (style, typographie, liens internes, liens entre les wikis, etc.). (Marqué depuis juin 2021)

Le Mystère de la source est un roman de Fabrice Frémy paru en 2002, chez l'éditeur Pocket.

## Résumé
Dans le Comté de Montlivaut en l'an 1248, Enguerrand de la Tour Sigy, chevalier renégat, dit l'"Ogre de Montlivaut", martyrise depuis des lustres le comté du même nom, défiant avec sa bande de "Vauriens" l'autorité de Robert, son seigneur.
Tandis que la croisade de Saint-Louis commence à s'ébranler vers l'Égypte, il réclame un matin à Robert la main d'Hildegarde, la fille de ce dernier, qu'il vient d'engrosser, brûlant la politesse au jeune Geoffroy d'Oupremont le fiancé de la donzelle.
Robert refuse, à moins qu'Enguerrand ne confesse en public ses innombrables crimes et honore sa pénitence. Enguerrand accepte sans ciller et part se livrer au déballage théâtrale de ses forfaits devant les villageois de Montlivaut, terrorisés.
Le Père Grégoire, confesseur, lui remet en pénitence une simple écuelle qu'il doit remplir d'eau.
Cette pénitence, d'apparence si légère, déchaîne les sarcasmes d'Enguerrand... jusqu'à ce qu'il réalise que l'écuelle, enchantée, rejette toute eau, tant qu'il la tient entre les mains.
Face à sa déconfiture, les villageois se rebellent. Ils massacrent les "vauriens" puis torturent et humilient Enguerrand, avant de l'abandonner, plus mort que vif.
Déchu, à peine remis de cette première épreuve, Enguerrand, part à la recherche de la source qui lui permettra d'honorer sa pénitence.
Le père Grégoire ordonne à Guillaume Troispierres, l'enfant de cœur de Montlivaut et narrateur de cette histoire, de l'accompagner pour témoigner de son achèvement.
Des terres Champenoises aux sources du Nil, les deux compagnons partent affronter mille et une aventures, emportés par le tumulte de la croisade.
Enguerrand et Guillaume perceront-ils le sortilège de l'écuelle ? Survivront-ils à cette quête, avec à leurs trousses, Geoffroy d'Oupremont, le fiancé éconduit et fine lame, qui s'est juré leur perte ?